# Adrianna Franch
Adrianna Nichole Franch (Salina, 12 de novembro de 1990) é uma futebolista estadunidense que atua como goleira. Atualmente joga pelo Kansas City Current.

## Carreira
Franch estudou na Salina South High School e foi goleira titular por três temporadas, mas não jogou a última temporada devido a uma lesão sofrida jogando basquete. Ela recebeu todas as honras de todos os estados, regiões do sudoeste e todas as ligas, bem como MVP da liga durante seu tempo no sul. Em maio de 2012, Franch foi convocada para treinar com a equipe nacional de futebol feminino dos Estados Unidos em preparação para os Jogos Olímpicos de 2012 pela treinadora Pia Sundhage.

## Títulos
Western New York Flash
- NWSL Shield: 2013

Portland Thorns
- NWSL Champions: 2017
- NWSL Shield: 2016

Estados Unidos
- Torneio das Nações: 2018
- Copa do Mundo: 2019
- SheBelieves Cup: 2020
- Jogos Olímpicos: 2020 (medalha de bronze)